# Idioma gallego
El gallego (galego en gallego) es una lengua romance del subgrupo galaico-portugués hablada principalmente en la comunidad autónoma de Galicia, España. Está estrechamente emparentado con el portugués con el que formó unidad lingüística (galaicoportugués) durante la Edad Media.
También se hablan diferentes variedades del gallego en las zonas limítrofes con Galicia: la comarca del Eo-Navia, en el oeste de Asturias, y en el oeste de las comarcas del Bierzo y Sanabria, al noroeste de Castilla y León. 
Algunos lingüistas también consideran como parte de la lengua gallega el habla de los tres pueblos cacereños del valle de Jálama, en el extremo noroeste de Extremadura, llamada localmente fala o con un nombre local para cada pueblo.

## Aspectos históricos, sociales y culturales

### Distribución geográfica

#### Galicia
En toda la comunidad autónoma de Galicia se habla gallego, donde es la lengua propia y cooficial junto con el castellano. Existen diversas variantes dialectales dentro del territorio.

#### Castilla y León

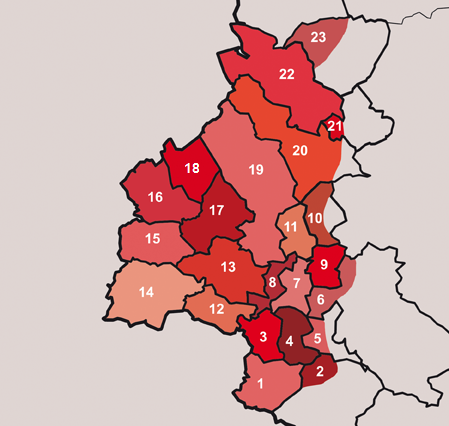
Gallego del Bierzo

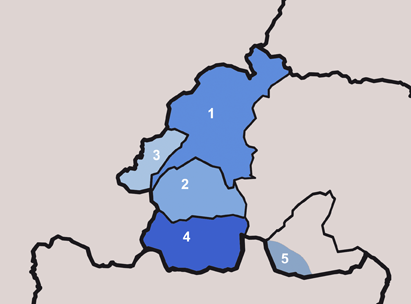
Gallego de Sanabria

En las zonas del noroeste de Castilla y León que limitan con Galicia se habla gallego. Se encuentran hablantes en la zona oeste de la comarca de El Bierzo en la provincia de León, disminuyendo en número y relevancia cuanto más al este, así como en la provincia de Zamora, en la parte occidental de la comarca de Sanabria, conocida como Las Portillas.
En El Bierzo se habla gallego en 23 municipios, concretamente en Balboa, Barjas, Borrenes, Cacabelos, Candín, Carucedo, Carracedelo, Corullón, Oencia, Puente de Domingo Flórez, Sobrado, Toral de los Vados, Trabadelo, Vega de Valcarce y Villafranca del Bierzo, y en parte de los de Arganza, Benuza, Camponaraya, Fabero, Peranzanes, Ponferrada, Toreno del Sil, Priaranza del Bierzo y Vega de Espinareda.
En la zona de Las Portillas se habla gallego en 5 municipios: Hermisende, Lubián, Pías y Porto, y también en la pedanía de Calabor, en el municipio de Pedralba de la Pradería.
Se permite su enseñanza regulada en El Bierzo, según un acuerdo entre la Consejería de Educación de la Junta de Galicia y la Consejería de Educación de Castilla y León. 844 alumnos la estudian en nueve municipios bercianos, a cargo de 47 profesores. Además en el Estatuto de Autonomía de Castilla y León, en su artículo 5.º, se indica: «Gozarán de respeto y protección la lengua gallega y las modalidades lingüísticas en los lugares en que habitualmente se utilicen».

#### Asturias

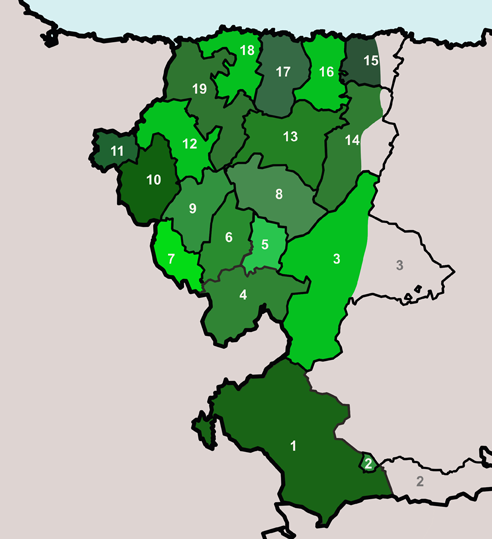
Gallego eonaviego

Existe una controversia de marcado cariz político sobre la identidad de la lengua gallega que se habla en los concejos limítrofes del Principado de Asturias pertenecientes a la comarca del Eo-Navia, es decir, si debe englobarse dentro de las variedades dialectales del gallego oriental (Real Academia Galega, Instituto Galego da Lingua,  Promotora Española de Lingüística (PROEL), que incluyen el eonaviego dentro del bloque oriental del gallego con el nombre de galaico-asturiano) o en cambio considerarse una lengua con entidad propia dentro del grupo astur-leonés como se postula desde la Academia de la Llingua Asturiana.
Se habla eonaviego en 19 concejos, en la totalidad de los de Boal, Castropol, Coaña,  El Franco, Grandas de Salime, Ibias, Illano, Pesoz, San Martín de Oscos, Santa Eulalia de Oscos, San Tirso de Abres, Tapia de Casariego, Taramundi, Vegadeo y Villanueva de Oscos, así como en la zona occidental de los concejos de Allande, Degaña, Navia y Villayón.

#### Extremadura

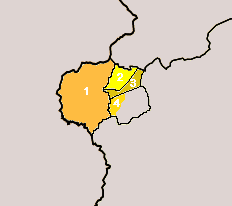
Gallego de Jálama (A fala)

En tres municipios cacereños, fronterizos con Portugal, del valle de Jálama (Valverde del Fresno, Eljas y San Martín de Trevejo) se habla fala, una lengua sobre la que no hay acuerdo acerca de si es una tercera rama del gallego-portugués de la península ibérica, un portugués antiguo de las Beiras con superestratos leonés y castellano o un gallego con superestratos leonés y castellano, afirmando algunos historiadores que procede de los gallegos participantes en la Reconquista que se asentaron en esas zonas. Mientras que el Bloque Nacionalista Galego (BNG) proponía implantar la enseñanza del gallego en esta región, la Junta de Extremadura rechazó de plano la propuesta.

#### Otros territorios
Una encuesta lingüística realizada en 2003 en Cataluña por su gobierno autónomo revelaba hablantes de gallego en la región. La extrapolación poblacional situaba en 61 400 los habitantes catalanes que consideraban al gallego como primera lengua, 21 000 los que la consideraban lengua propia y 11 300 los que la consideraban lengua habitual.
Las comunidades de gallegos en Hispanoamérica continúan hablando el idioma, especialmente en Buenos Aires (Argentina), Caracas (Venezuela), Montevideo (Uruguay), La Habana (Cuba) y Ciudad de México. En el resto de Europa lo conservan con bastante precariedad, y en Brasil subsiste con adaptaciones y giros del portugués brasileño.[cita requerida]
En relación con el número de hablantes, el gallego ocupa el puesto n º 146 en la lista mundial, en la que se incluyen más de 6700 idiomas.

### Historia
El gallego, como todas las lenguas romances, proviene del latín vulgar, en concreto del hablado en la antigua provincia romana de Gallaecia, que comprendía el territorio de la Galicia actual, el norte del actual Portugal, Asturias, la actual provincia de León y parte de Zamora.
Tras la caída del Imperio romano de Occidente, las diferentes variantes del latín se consolidaron. Una de ellas fue el gallego medieval o galaicoportugués.
El documento más antiguo escrito en gallego producido en Galicia que se conserva es el Pacto de Irmãos (1173-1175), que antecede al fuero de Castro Caldelas («Foro do bo burgo do Castro Caldelas») de 1228, que hasta hace poco era el más antiguo conocido. Se trata del  otorgado por el rey Alfonso IX en abril de dicho año a la villa orensana. El más antiguo documento latino-gallego-portugués fue encontrado en Portugal, y es una donación a la iglesia de Sozello, que se encuentra en el Archivo Nacional de Torre do Tombo, y está fechado en torno al año 870 d. C.

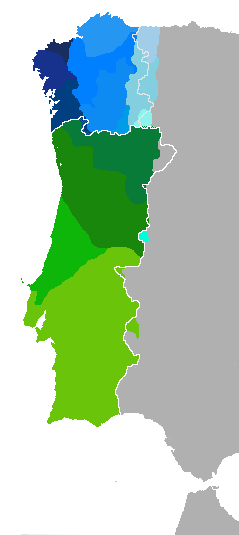
Idioma gallego

Durante la Edad Media, el gallego-portugués fue, junto con el occitano, la lengua habitual de la creación poética trovadoresca en toda la península ibérica (ver lírica galaicoportuguesa). El rey de Castilla Alfonso X el Sabio escribió en gallego-portugués sus Cantigas de Santa María.
A partir del siglo XII, cuando el Condado de Portugal se independizó del Reino de León, el gallego medieval comenzó a divergir en dos lenguas modernas: el gallego actual y el portugués. Ambas se consolidaron totalmente hacia el siglo XIV.
La preeminencia castellana, que sobrevino con posterioridad a la influencia sobre la nobleza gallega de la castellana a finales de la Edad Media, comportó en la práctica el abandono de esta lengua en el ámbito público (diglosia). La influencia del castellano, así como el aislamiento (que en gran medida contribuyó a mantener términos que en portugués pasaron a ser clasificados como arcaísmos), produjo que el gallego fuera distanciándose del portugués, la lengua oficial del reino de Portugal, que conoció además una importante expansión ultramarina. En Galicia se conoce a esta época, que se prolonga hasta finales del siglo XIX, como los séculos escuros (siglos oscuros). No obstante, a finales del siglo XVIII, gracias al movimiento cultural de la Ilustración por el que atravesaba España, autores como Benito Jerónimo Feijoo defenderán el gallego como idioma independiente del castellano y lucharán contra la discriminación de esta lengua. 
A finales del siglo XIX se produce el movimiento literario conocido como Rexurdimento, con el cual, gracias a autores como Rosalía de Castro, Curros Enríquez, Valentín Lamas Carvajal o Eduardo Pondal, se convierte el gallego en lengua literaria, aunque casi exclusivamente utilizada en poesía. A comienzos del siglo XX comienza a ser utilizada en los mítines por los partidos galleguistas. En 1906 se fundó la Real Academia Gallega, institución encargada de la protección y difusión del idioma. En el Estatuto de Autonomía de 1936 el gallego es reconocido como lengua cooficial, junto con el castellano. Sin embargo, tras la Guerra Civil  sigue un período de represión lingüística, que hace que durante los años cuarenta casi toda la literatura gallega se escriba desde el exilio.[cita requerida] No obstante, durante los años setenta tiene lugar un importante cambio, y desde 1978 el gallego es reconocido como oficial en Galicia por la Constitución Española y por el Estatuto de Autonomía de 1981.
Actualmente, el uso del gallego sobre el castellano es mayoritario en las áreas rurales, y es menor su uso en las grandes urbes, debido a la influencia del castellano. Aun así, según el más reciente estudio sobre las costumbres idiomáticas de la población gallega, lo usa en torno a un ochenta por ciento de la población, y según un censo de 2001, puede hablar gallego un 91,04 % de la población. Si bien es el idioma porcentualmente más hablado de entre los propios de las nacionalidades históricas españolas, goza de menos reconocimiento social que, por ejemplo, el catalán, que también ha sufrido políticas centralistas represivas durante el franquismo,[cita requerida] seguramente porque desde finales de la Edad Media fue identificado por los propios gallegos como la lengua de los campesinos y de las capas bajas de la sociedad. También hay que tener en cuenta que Galicia recibió pocos inmigrantes, a diferencia de otras zonas de España con lengua propia (como Cataluña, Comunidad Valenciana, Baleares y País Vasco) que recibieron muchos inmigrantes procedentes de regiones castellanoparlantes, los cuales han influido notablemente en los respectivos mapas lingüísticos. En la práctica, gran parte de los gallegohablantes hablan una variedad poco cuidada del gallego, que introduce numerosos castellanismos léxicos, fonéticos y prosódicos aunque mantiene construcciones y una esencia netamente gallegas, si bien en ambientes urbanos suele hablarse una auténtica mezcla de castellano y gallego denominada tradicionalmente castrapo.
Todos los años se celebra el Día das Letras Galegas (17 de mayo), dedicado a un escritor en esta lengua elegido por la Real Academia Galega de entre aquellos muertos hace más de diez años. Este día es utilizado por los organismos oficiales y por colectivos socioculturales para preservar y potenciar el uso y el conocimiento tanto de la lengua como de la literatura gallega.

### Uso del gallego

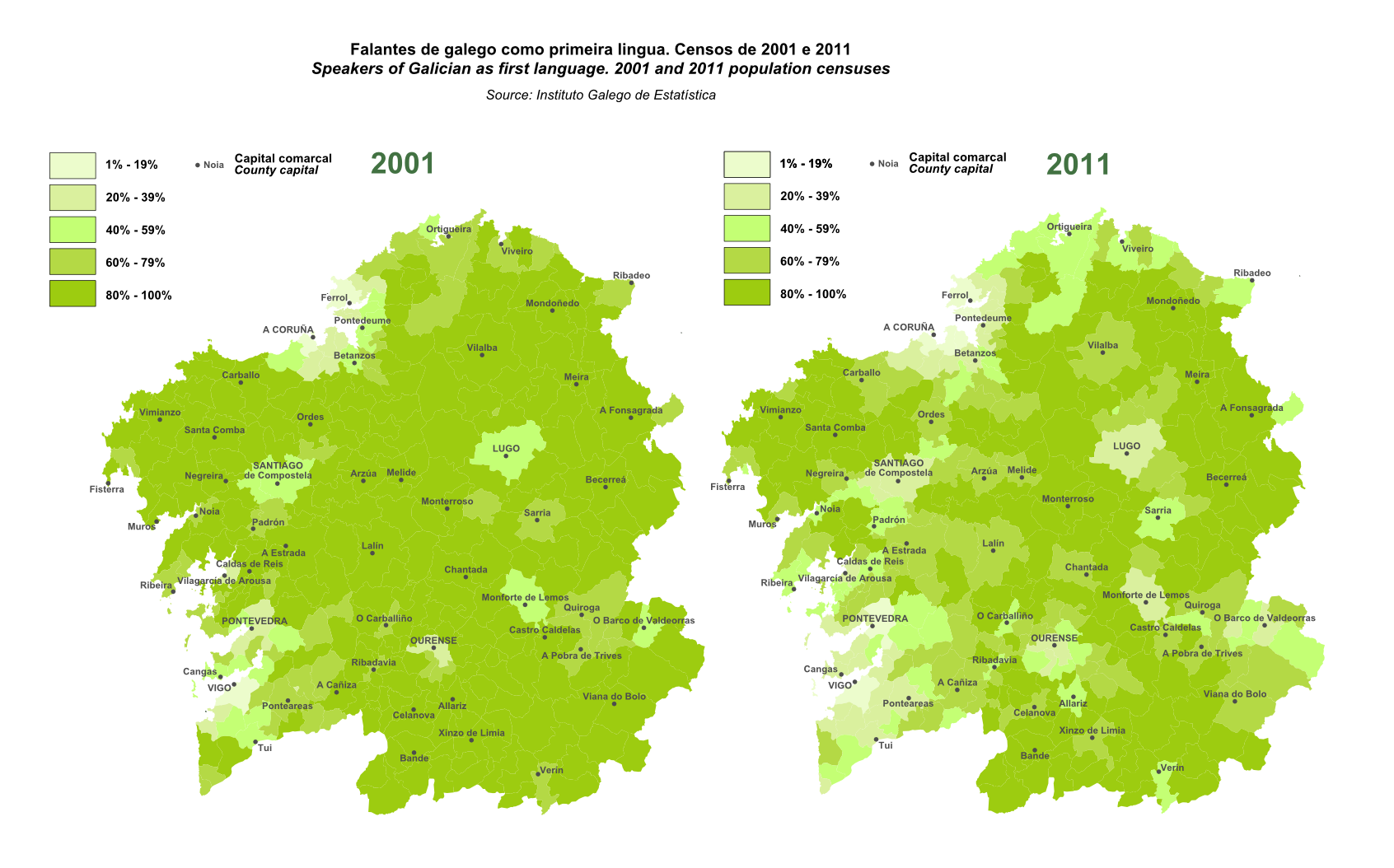
Hablantes de gallego como primera lengua según los censos de población y vivienda del 2001 y 2011 del Instituto Gallego de Estadística.

#### Galicia
El gallego sigue siendo la lengua mayoritaria en las provincias de Lugo y Orense, sin embargo hay una tendencia a que el castellano gane terreno en el uso diario. En las provincias de La Coruña y Pontevedra predomina el uso del español. Según el IGE, el gallego se habla más en pueblos de menos de 10 000 habitantes y se habla más el castellano en las ciudades grandes y medianas. En las ciudades de más de 50.000 habitantes, los monolingües en castellano son el grupo mayoritario. En La Coruña, Vigo, Santiago y Pontevedra el grupo mayoritario es monolingüe en castellano.
El gallego como lengua habitual es menos frecuente cuanto más joven es el hablante. Predomina el uso del castellano entre los menores de 50 años de edad. En el 2023, el 83,8% de niños de 5 a 14 años de edad hablaba siempre o predominantemente en castellano. En cambio, el 67,8% de personas de más de 65 años de edad hablaba siempre o predominantemente en gallego.
| Año  | Gallego                  | Gallego                             | Gallego                           | Español                             | Español                  | Español                           |
| Año  | Habla siempre en gallego | Habla más en gallego que en español | Total uso predominante en gallego | Habla más en español que en gallego | Habla siempre en español | Total uso predominante en español |
| ---- | ------------------------ | ----------------------------------- | --------------------------------- | ----------------------------------- | ------------------------ | --------------------------------- |
| 2003 | 43,0 %                   | 18,2 %                              | 61,2 %                            | 18,7 %                              | 19,6 %                   | 38,3 %                            |
| 2008 | 30,0 %                   | 26,4 %                              | 56,4 %                            | 22,5 %                              | 20,0 %                   | 42,5 %                            |
| 2013 | 30,8 %                   | 20,1 %                              | 50,9 %                            | 22,0 %                              | 26,0 %                   | 48,0 %                            |
| 2018 | 30,3 %                   | 21,6 %                              | 51,9 %                            | 23,1 %                              | 24,2 %                   | 47,4 %                            |
| 2023 | 24,0 %                   | 21,5 %                              | 45,5 %                            | 23,7 %                              | 29,2 %                   | 52,9 %                            |

### Variedades

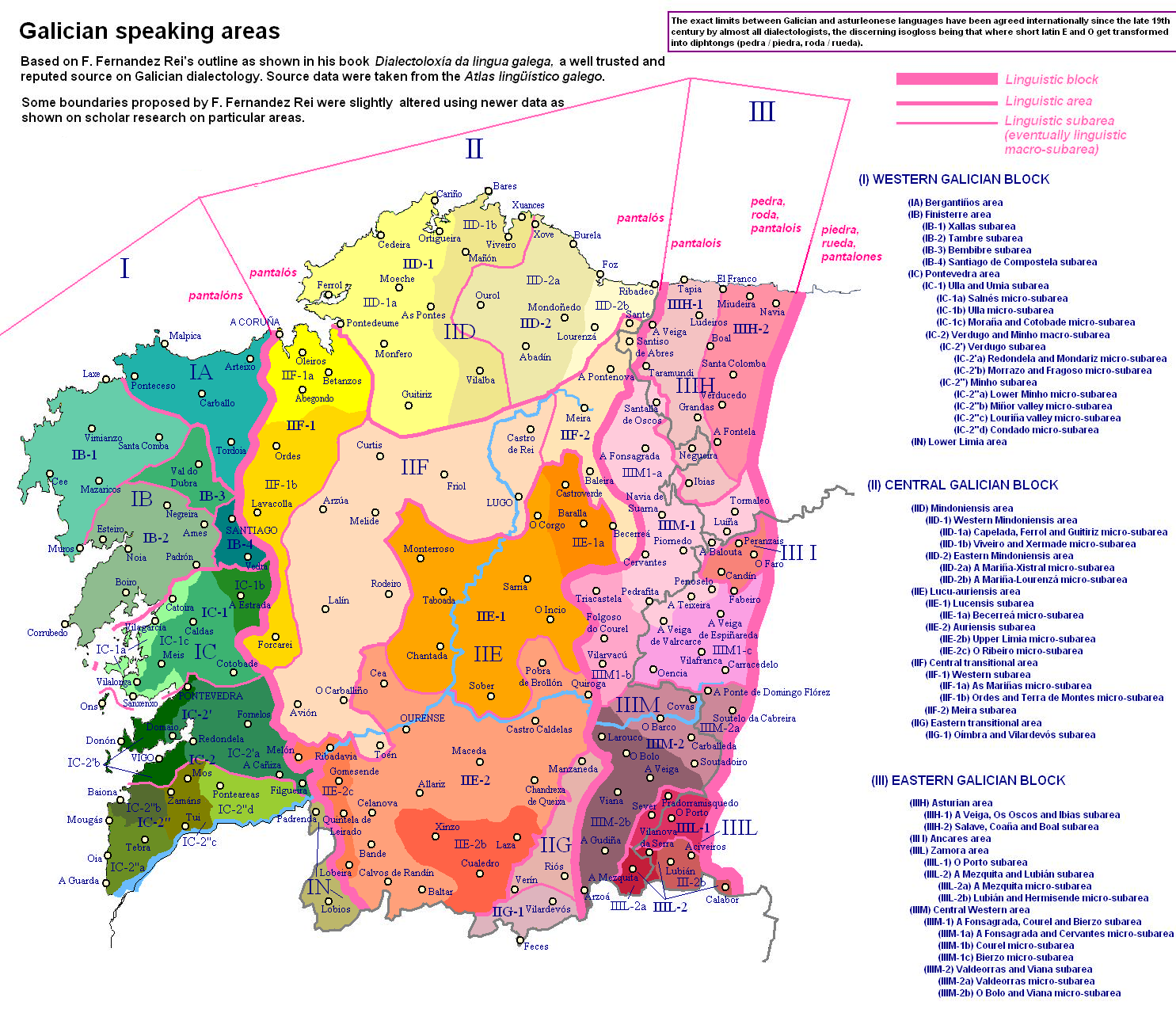
Áreas lingüísticas del gallego

Según la separación dialectológica de Galicia empleada por organismos como la Real Academia Gallega (RAG) y el Instituto da Lingua Galega (ILG) existen tres bloques lingüísticos reconocidos, cada uno con sus particularidades. El bloque occidental abarca las Rías Bajas y llega hasta la zona de Santiago de Compostela. El central ocupa la gran mayoría del territorio gallego, mientras que el oriental comprende las zonas más orientales de Galicia y los territorios fronterizos de Asturias [cita requerida], León y Zamora. Estos bloques están caracterizados por la forma de construir el plural de las palabras acabadas en -n, siendo las isoglosas que los delimitan cans/cas (bloques occidental y central, respectivamente) y cas/cais (bloques central y oriental, también respectivamente).
El filólogo portugués Cintra, que estudió los dialectos gallegos como pertenecientes al diasistema gallego-portugués y cuyos trabajos son considerados de referencia en Portugal, prefirió separar el territorio gallego en dos áreas: la occidental, que presenta gheada (aspiración del fonema /g/ convirtiéndose en una /h/ aspirada similar a la del inglés) y la oriental, que no presenta este fenómeno.
Se distingue un área oriental muy conservadora que suprime las "n" de forma más radical ("úa" por "unha", "razois" por "razons" del occidental o "razós" del central). Se distingue también una evolución norte a sur en el uso del imperativo portugués /asturleonés <-ái> por el gallego central <-ade> y el gallegoasturiano <aide> ("calái", "probáino" por "calade"/"calaide" y "probádeo"/ "probáidelo". En el gallego oriental se presenta más frecuentemente el diminutivo asturleonés <-in> que se torna en <-ía>("rapacín" y "pequenín" que en femenino son "rapacía" y "pequenía") por supresión de <n>. La correspondencia con el leonés puede notarse en el léxico ("naide" por "ninguén", p. ej.) consecuencia de la anticipación de la yod epéntica propia de las lenguas galáico portuguesas, también puede aparecer palatalización de <l> inicial ("llobo", por "lobo"). No es de extrañar dicha influencia, pues se da también en sentido contrario: rasgos gallegos en el leonés occidental.

#### Ejemplos de isoglosas de la lengua gallega

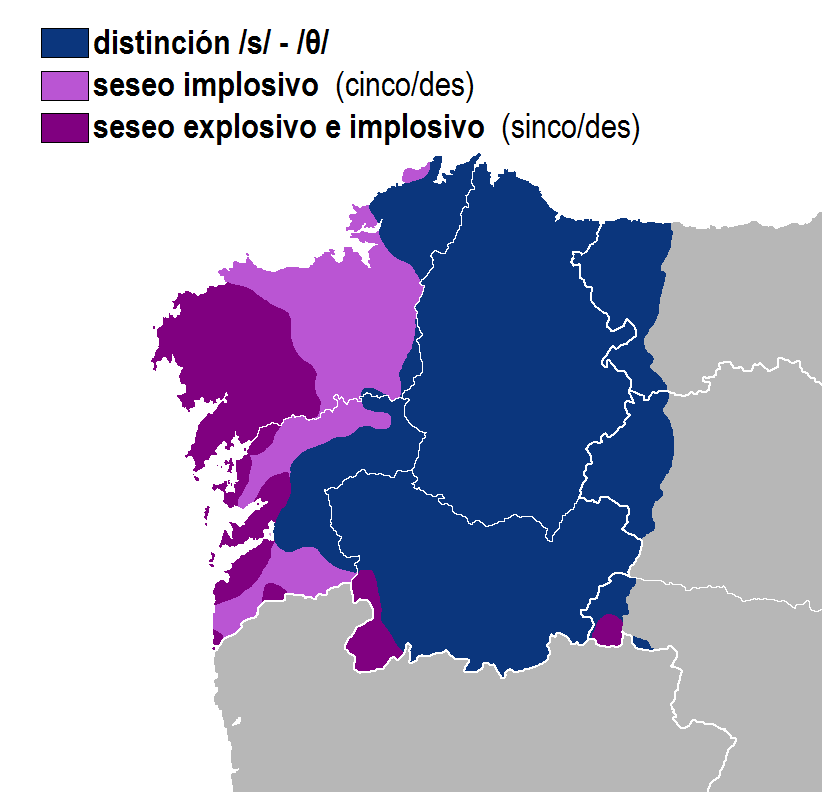
Seseo
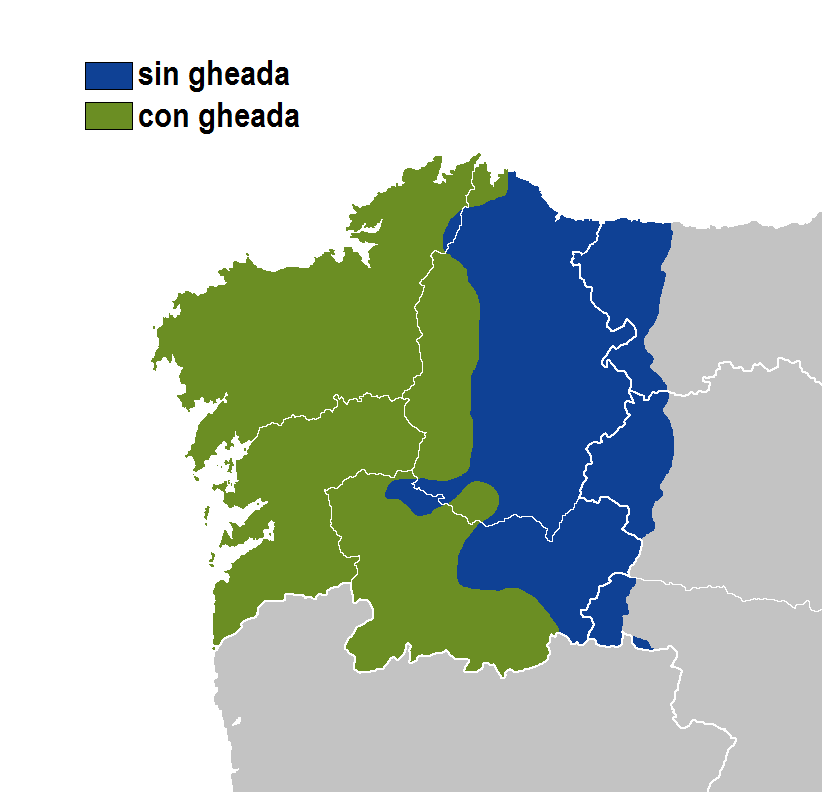
Gheada
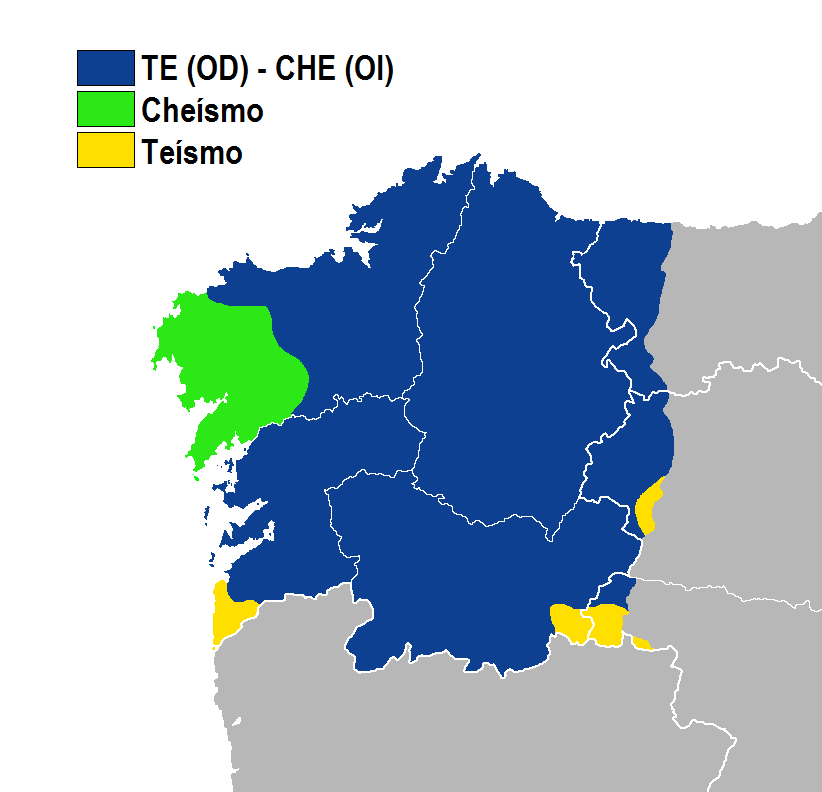
Cheísmo-teísmo
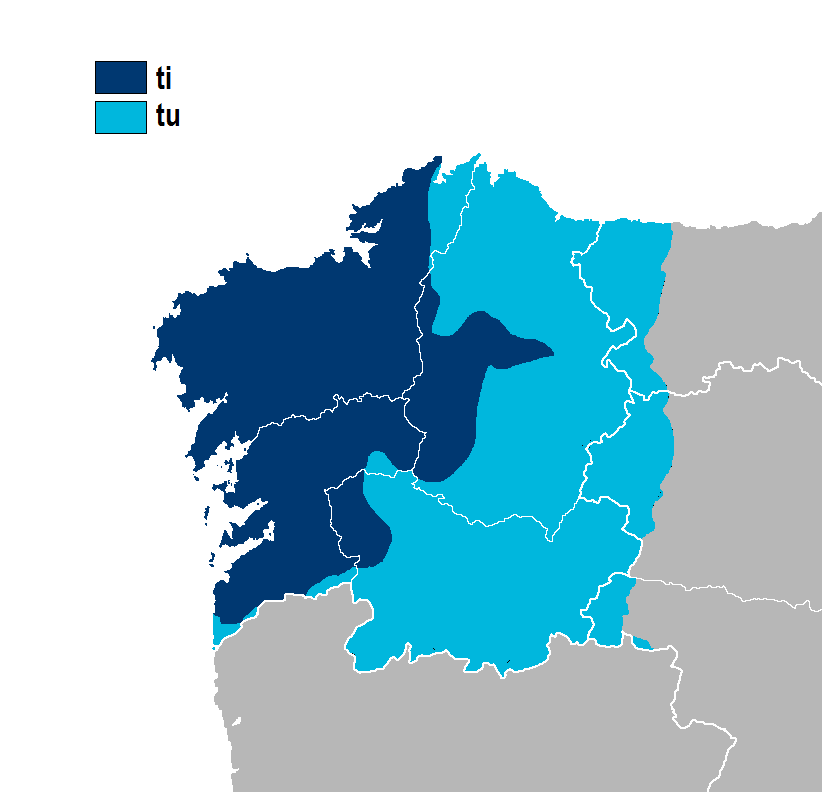
ti-tu
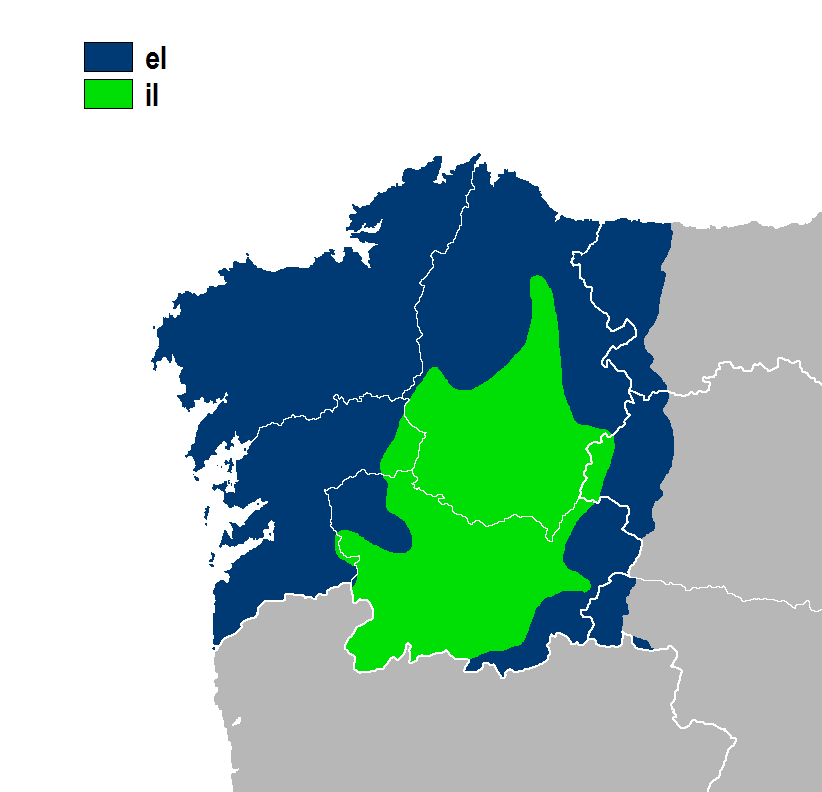
el-il
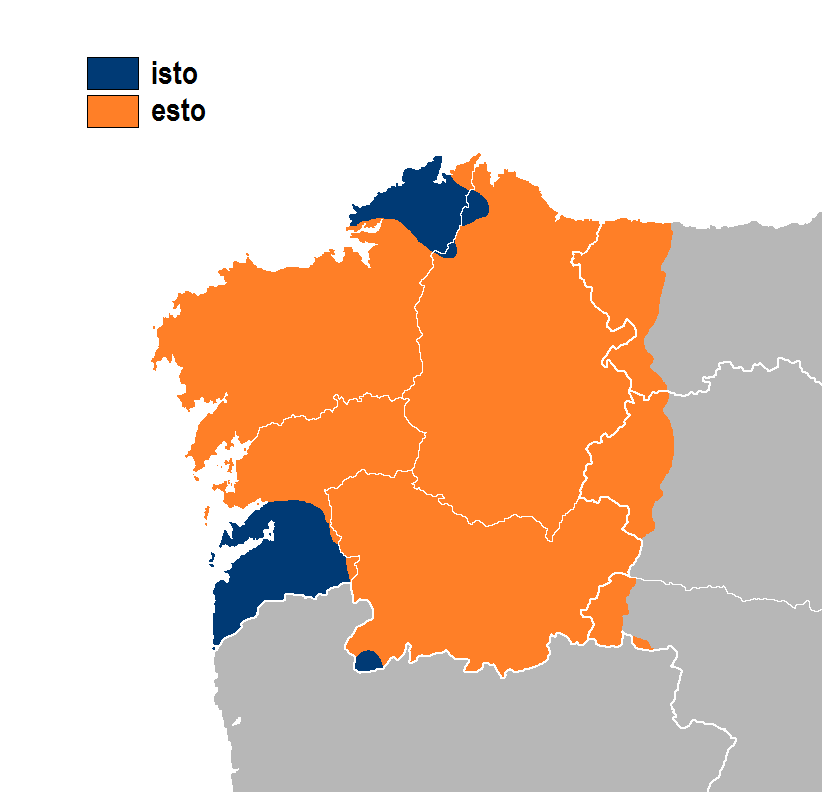
isto-esto
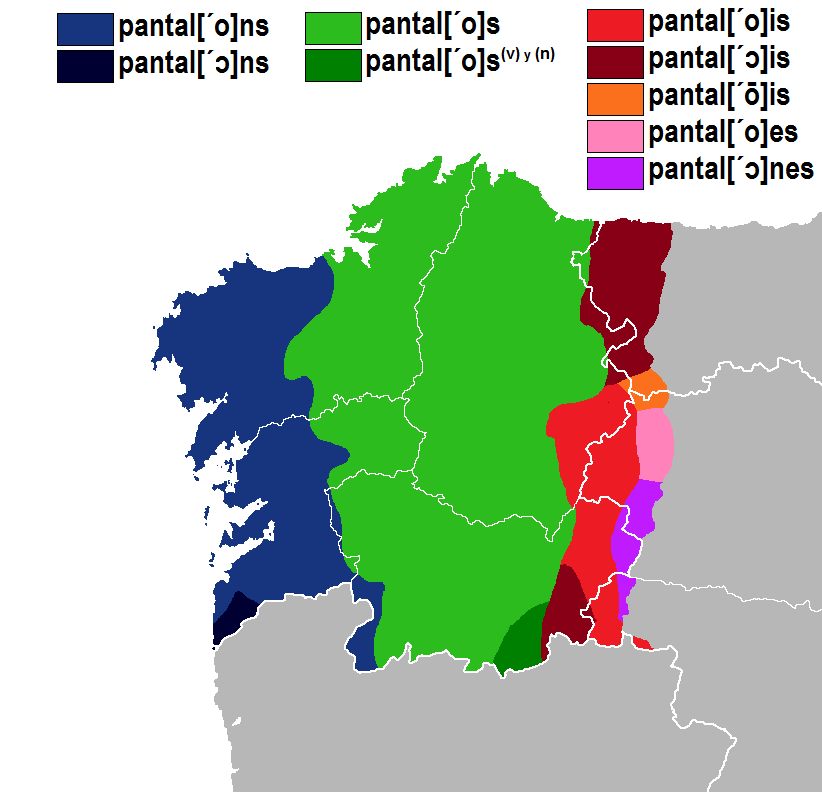
ons-os-ois
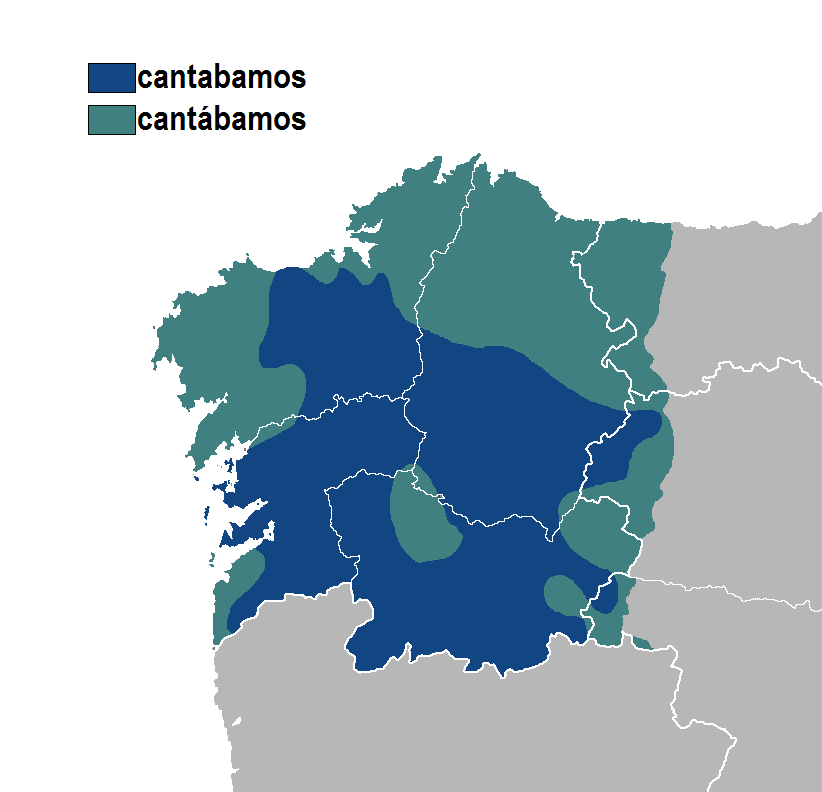
cantabamos-cantábamos
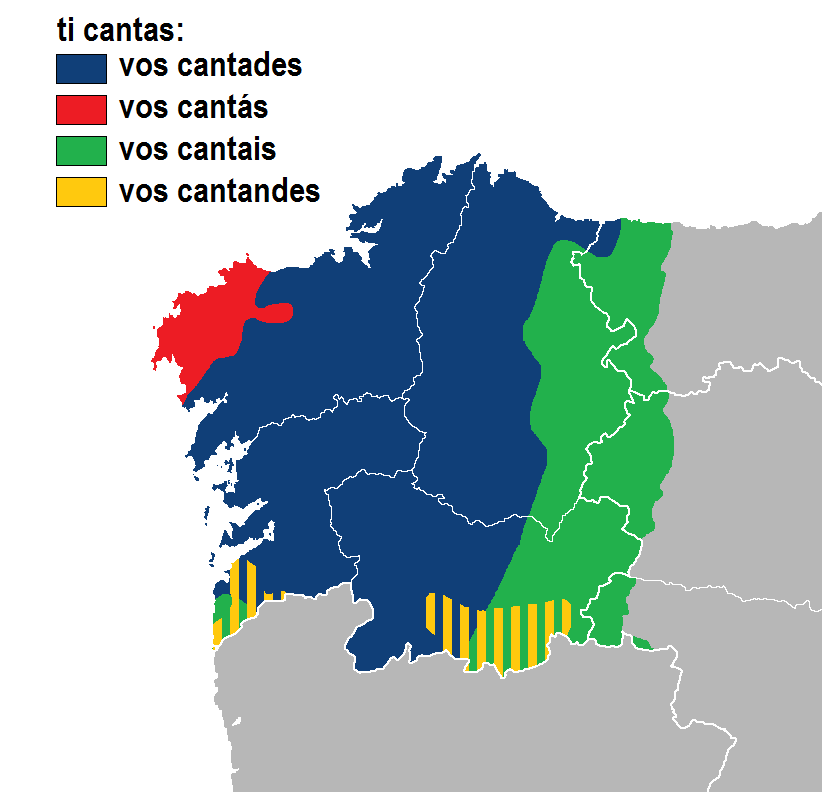
cantades-ás-ais-andes
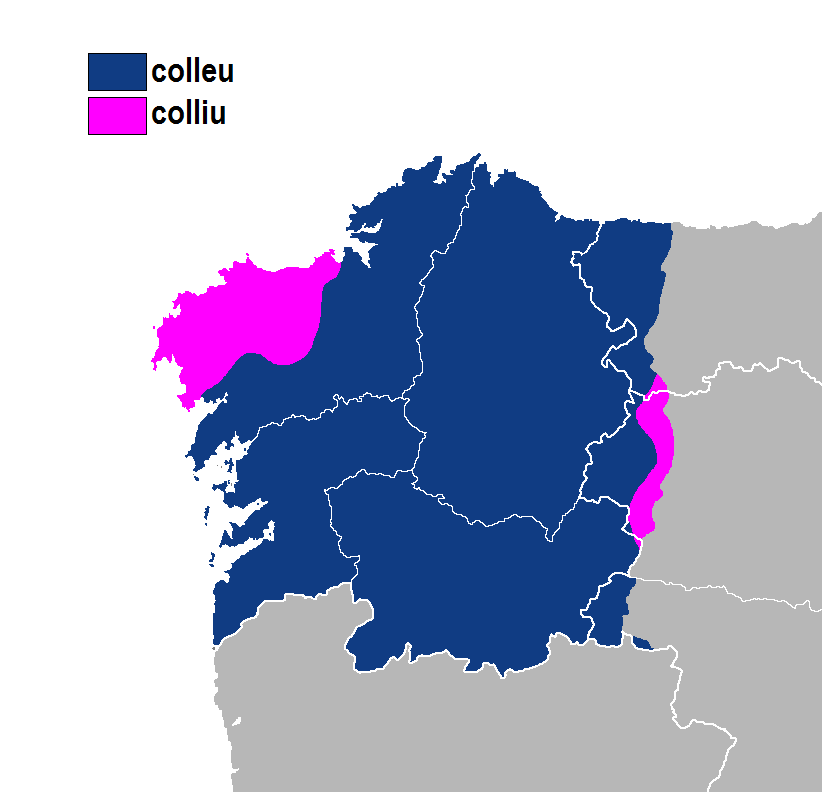
colleu-colliu
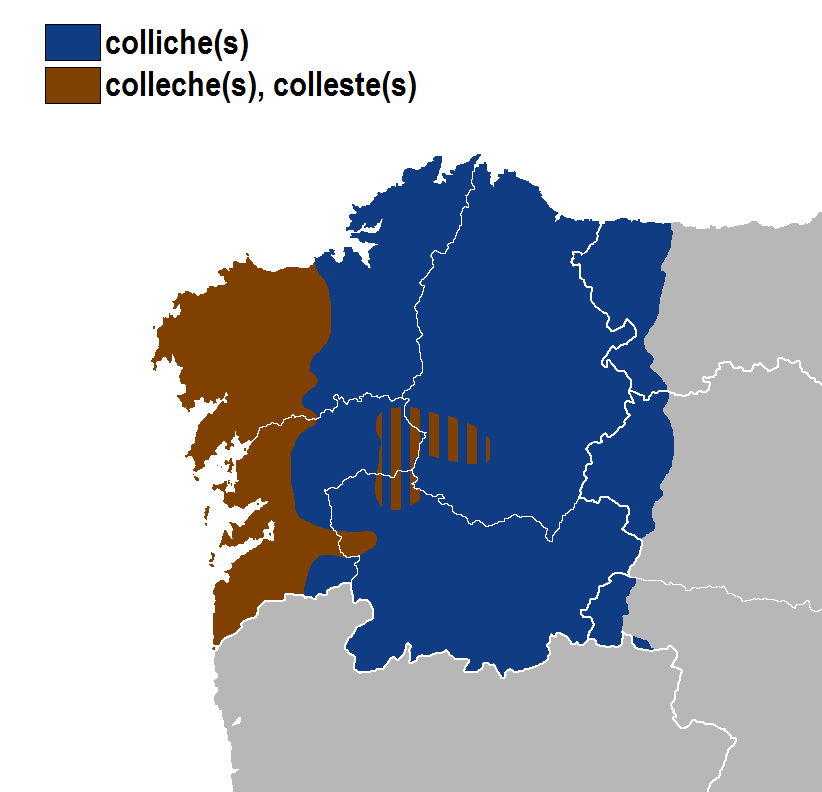
colliches-eches-estes
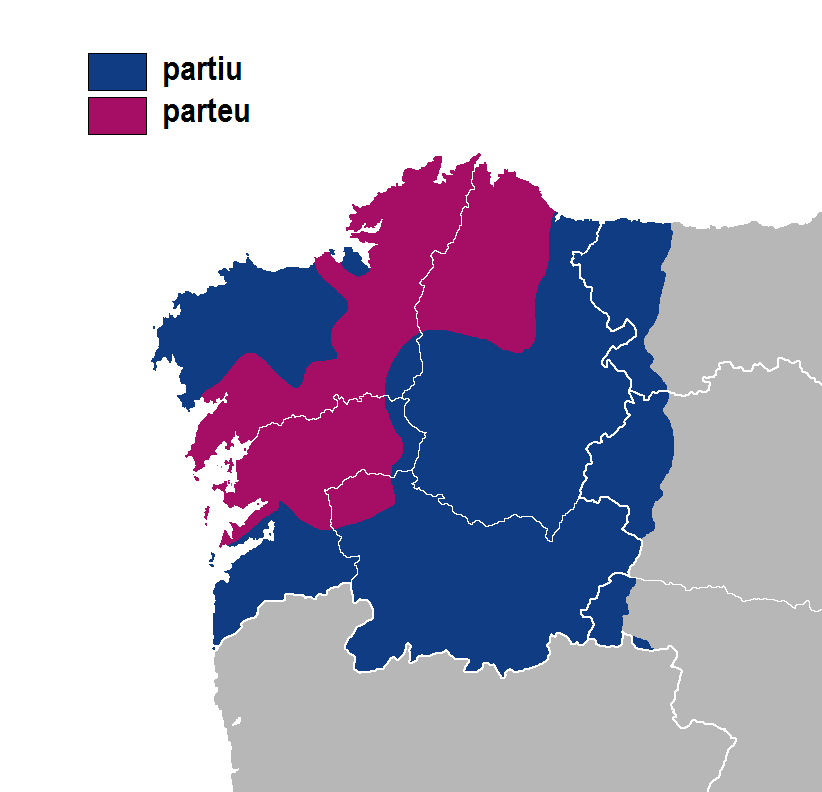
partiu-parteu
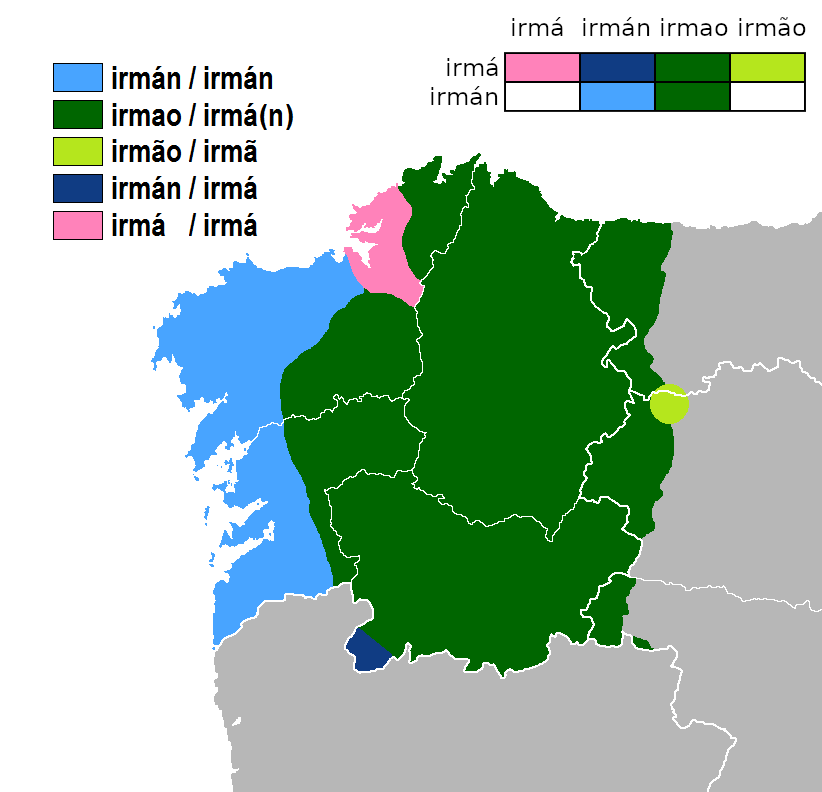
irmán-irmá-irmao
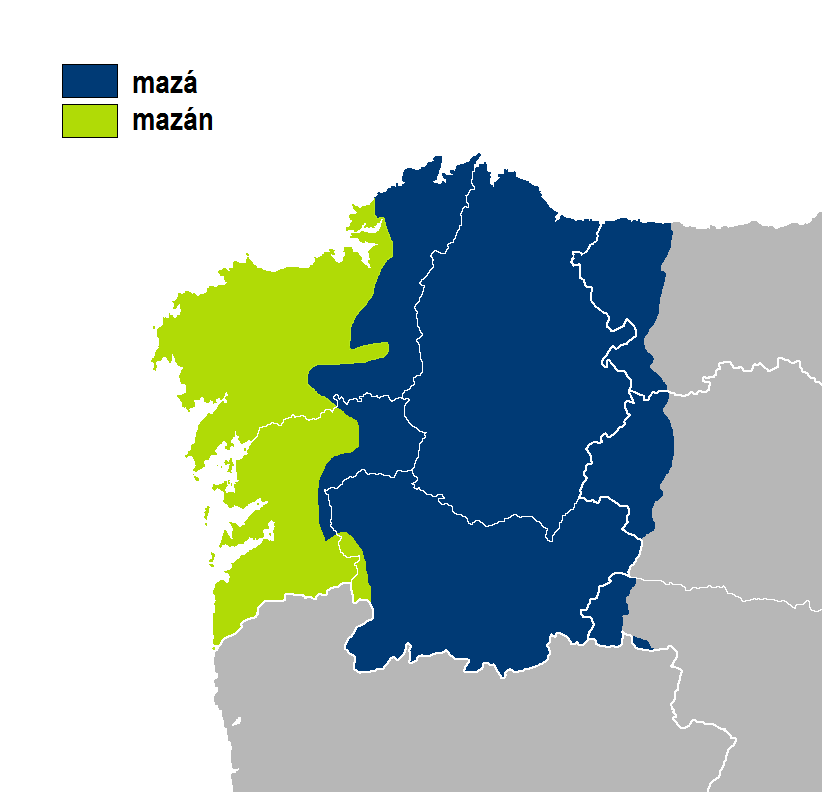
mazán-mazá
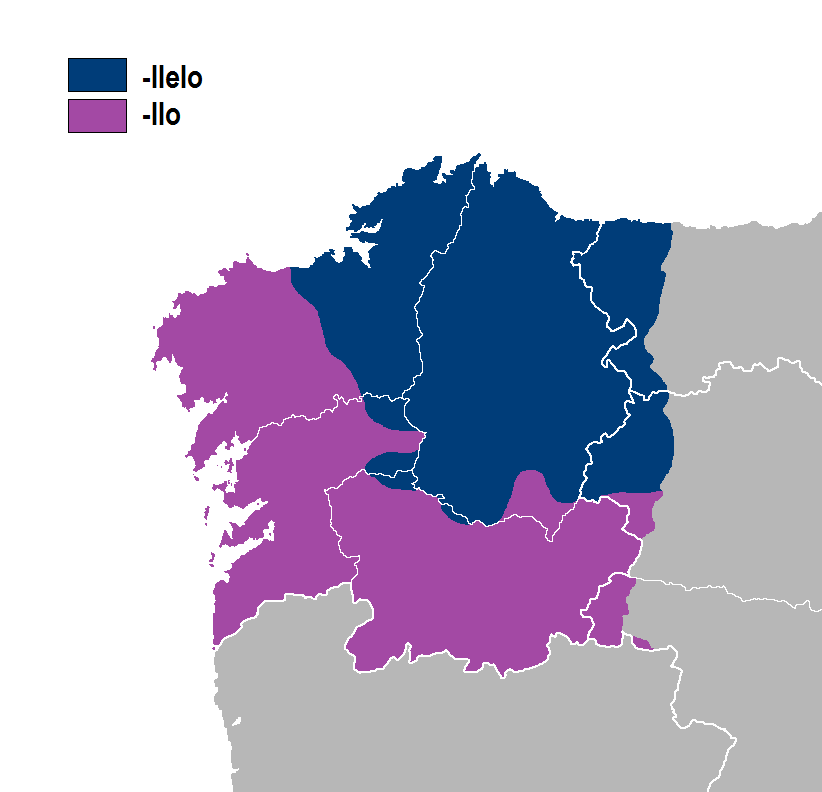
llo-llelo
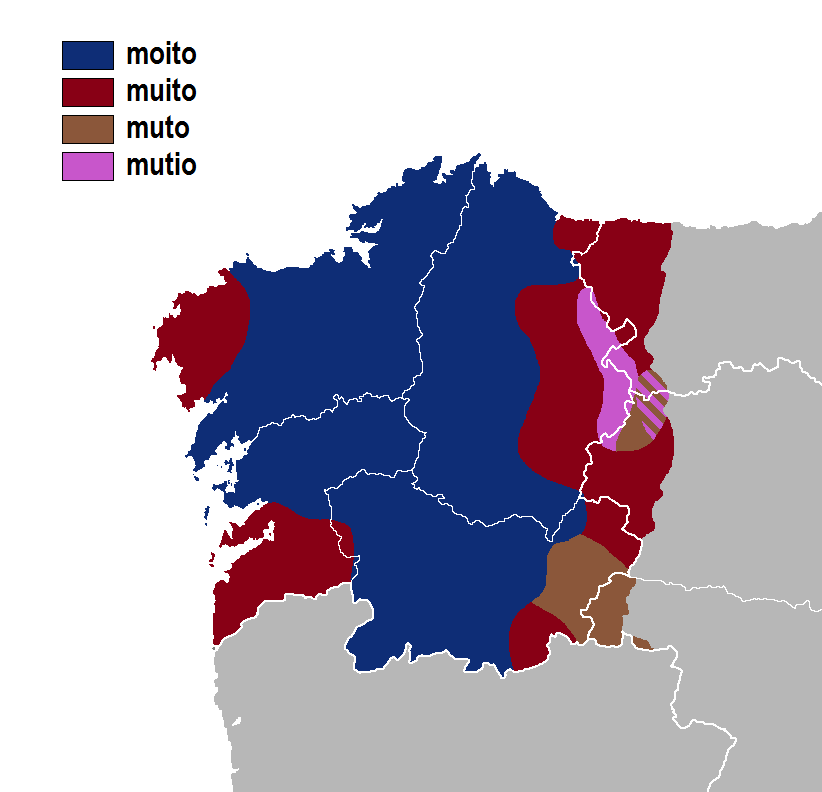
moito-uito-uto-utio
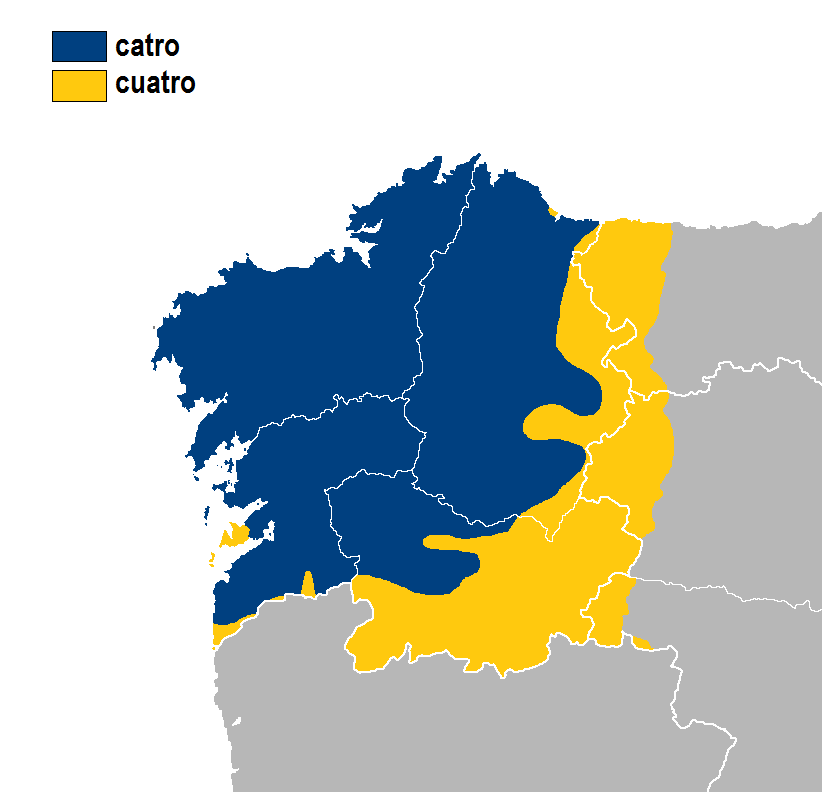
catro-cuatro
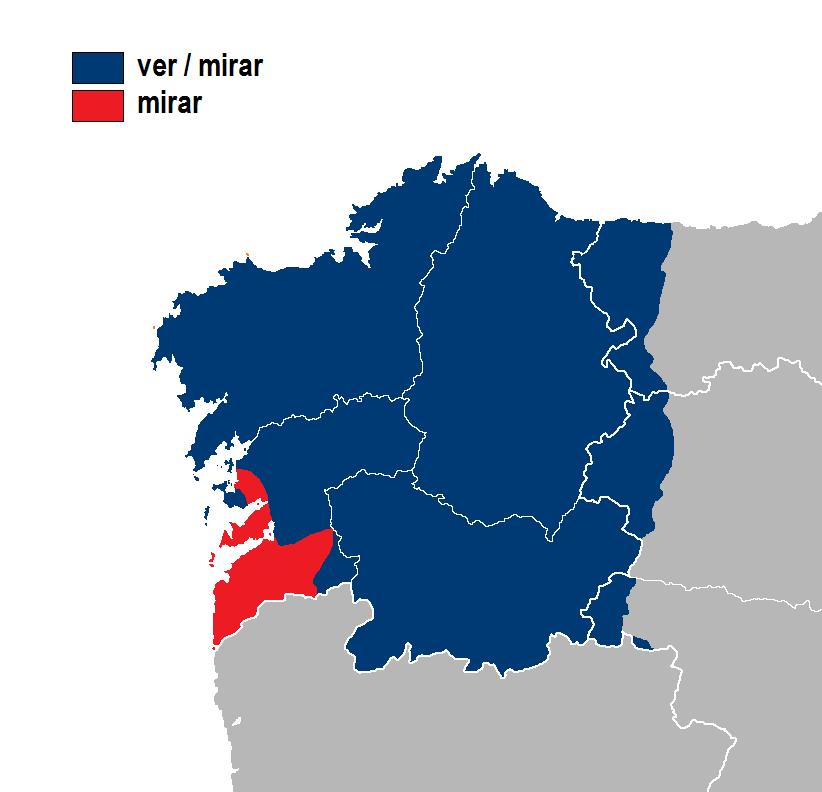
ver-mirar
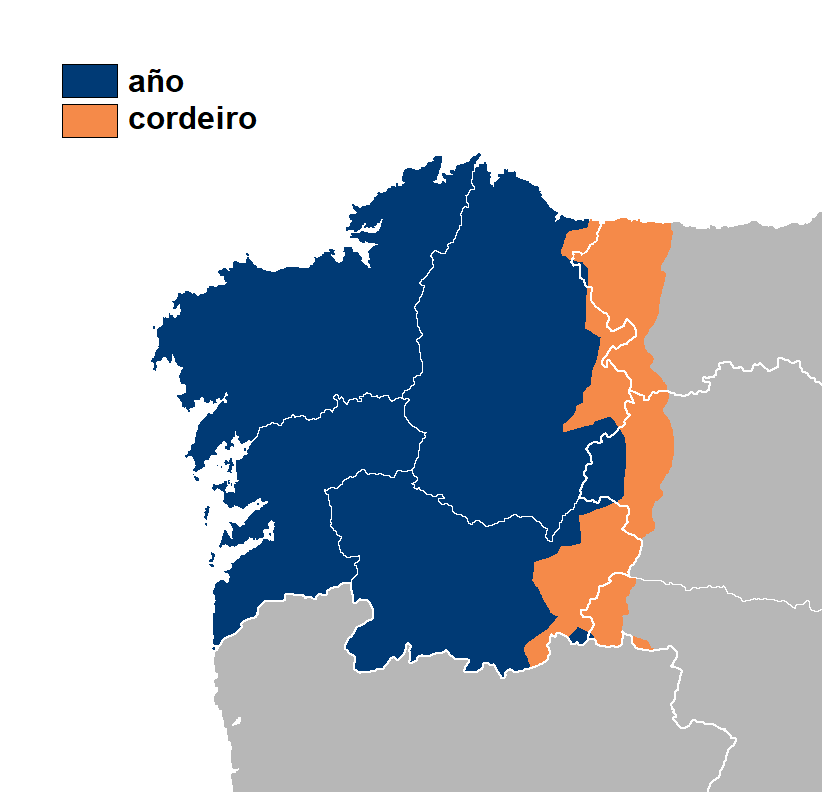
año-cordeiro
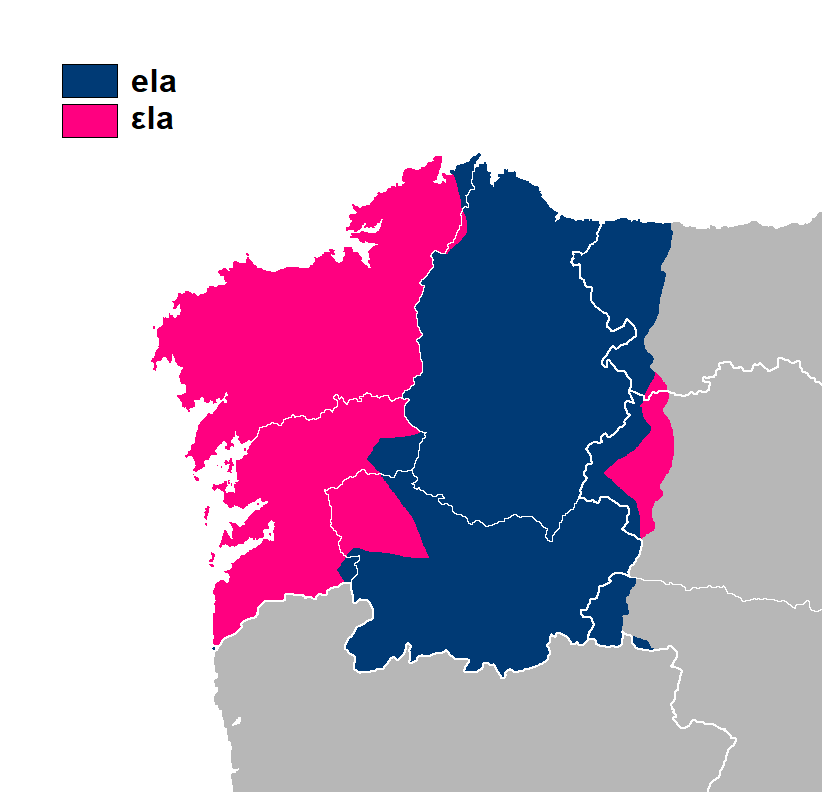
ela-εla
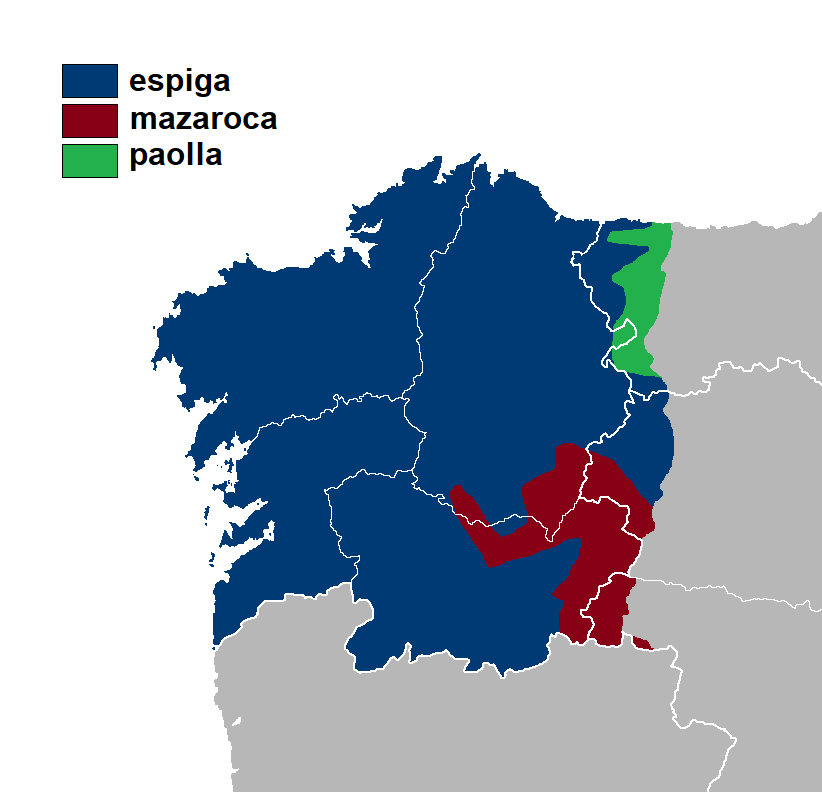
espiga-mazaroca-paolla
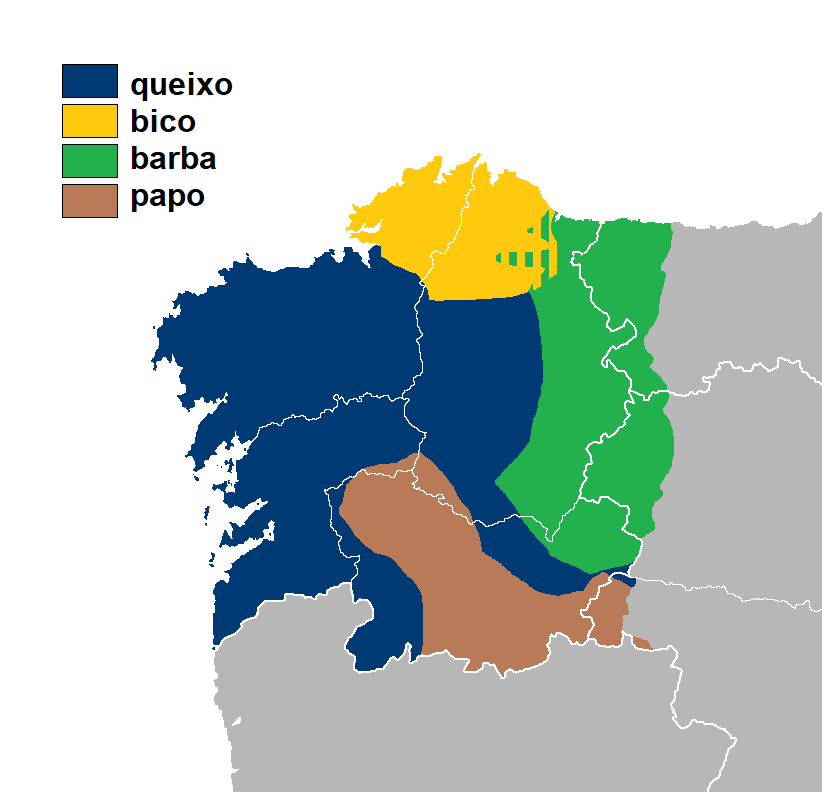
queixo
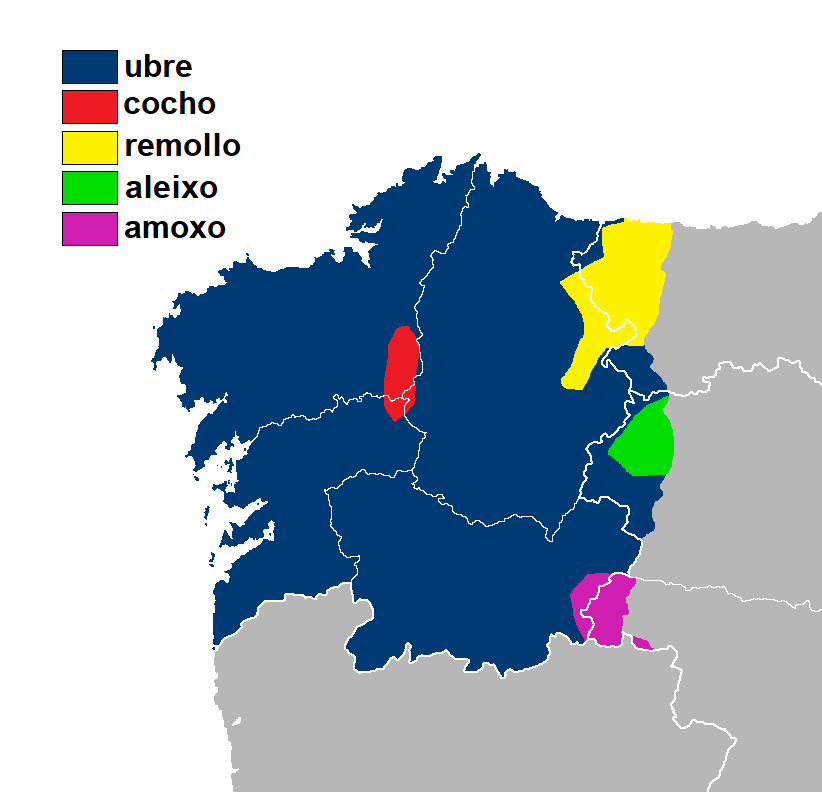
ubre

### Difusión del gallego

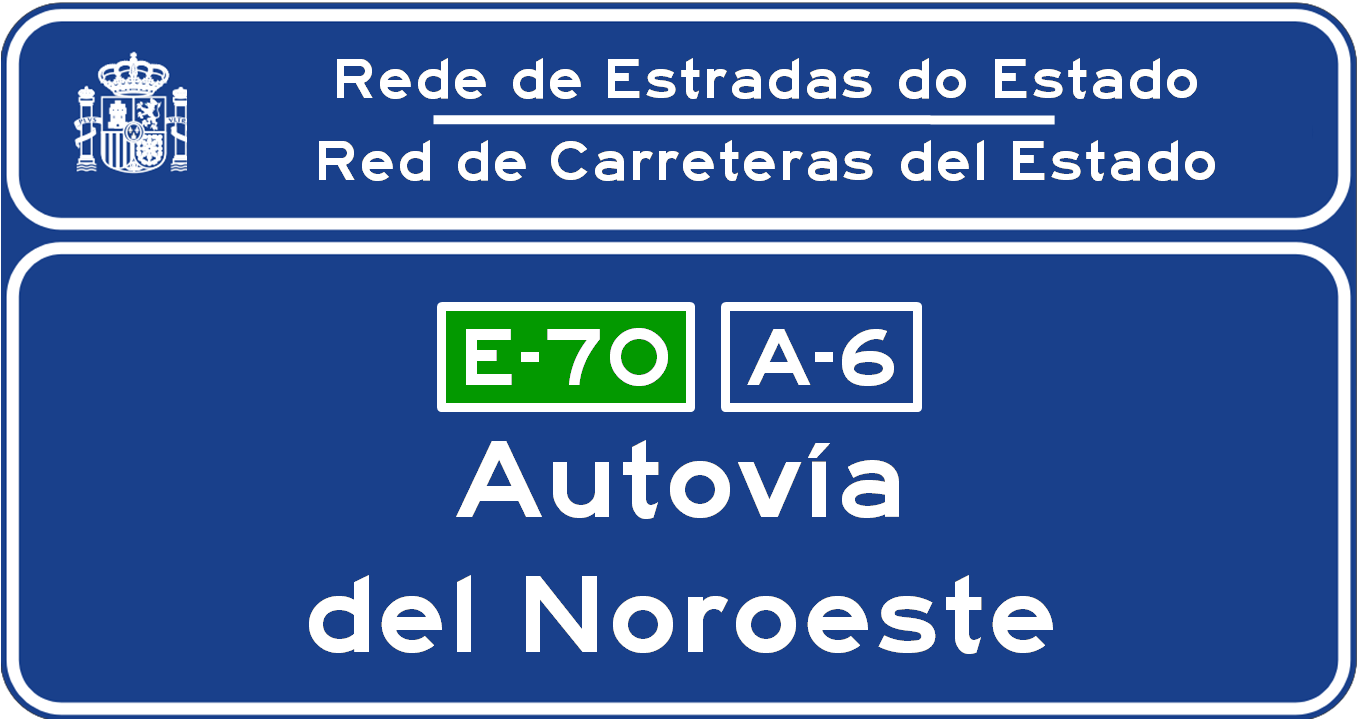
Señal de confirmación bilingüe en gallego y español de la Autovía del Noroeste.

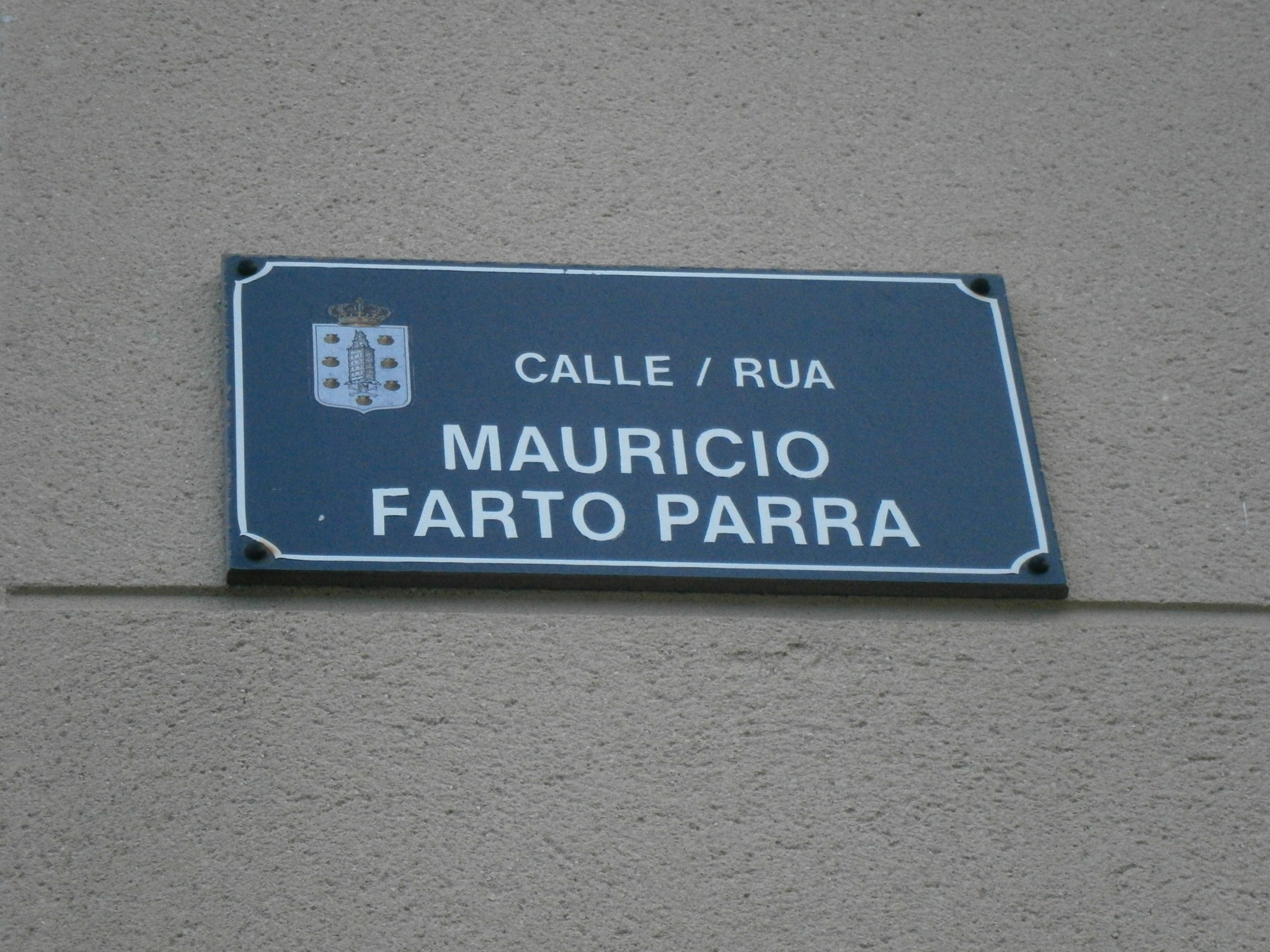
Rótulo bilingüe de una calle en La Coruña.

A lo largo de la historia ha habido diferentes grupos o asociaciones que han promovido la difusión de la lengua gallega. Algunos de estos representantes son por ejemplo el Grupo Nós o las  Irmandades da Fala. En la actualidad y con el avance de las nuevas tecnologías han salido iniciativas en línea como la web somoscultura.gal o podgalego.agora.gal.

### Función normativizadora
De acuerdo con el Estatuto de Autonomía de Galicia, la comunidad autónoma tiene las competencias exclusivas en la promoción y enseñanza del gallego (artículo 27). Tales competencias fueron desarrolladas mediante el Decreto de Normativización de la Lengua Gallega (Decreto 173/1982, de 17 de noviembre) y la Ley de Normalización Lingüística (Ley 3/1983, de 15 de junio).
En el primero, se dispone que las «Normas ortográficas e morfolóxicas do Idioma Galego» (NOMIGa), elaboradas conjuntamente en 1982 por la Real Academia Gallega (RAG) y el Instituto da Lingua Galega (ILG), quedaban aprobadas como la "norma básica para la unidad ortográfica y morfológica de la Lengua Gallega" (artículo 1). También que ambas entidades podrían, previo acuerdo conjunto, "elevar a la Junta de Galicia cuantas mejoras estimen conveniente incorporar a las normas básicas". En la segunda, se precisa (en la Disposición Adicional), que "en las cuestiones relativas a la normativa, actualización y uso correcto de la lengua gallega, se estimará como criterio de autoridad lo establecido por la Real Academia Gallega".

### El reintegracionismo
Diferentes entidades culturales defienden al gallego como variedad diatópica del diasistema lingüístico gallego-luso-africano-brasileño, conocido mundialmente por el nombre de portugués, y promueven una normativa denominada "reintegracionista" consistente en la aceptación de una ortografía gallega muy semejante a la portuguesa. De acuerdo con los reintegracionistas, la diferencia entre las diferentes variedades del diasistema es comparable a la diferencia entre las diversas variedades de castellano. También se han comparado, desde hace casi un siglo por Johán Vicente Viqueira (en 1919) y reiterado por Ricardo Carvalho Calero en 1981, con la relación entre el flamenco y el neerlandés.
Entre estas entidades se encuentran la Associação de Amizade Galiza-Portugal (AAG-P), la Associaçom Galega da Língua (AGAL) y el Movimento Defesa da Língua (MDL). Proponen estrategias diferentes, aunque complementarias, para alcanzar lo que consideran la "normalización plena" del gallego, de acuerdo con lo que ya Castelao definió en Sempre en Galiza: «habrá un día en que gallegos y portugueses hablarán y cantarán en la misma lengua».
Los reintegracionistas consideran que las NOMIGa consagran la castellanización del gallego con la adopción de letras y dígrafos, como Ñ y LL (el valor palatal fricativo atribuido a la letra X es también dependiente de los usos de G+e, i y J de castellano), en la utilización de sufijos, como -ble, -ción, -ería (por las consideradas autóctonas -vel, -çom, -aria) y en el léxico "normativizado" sobre el patrón castellano.
Recientemente se ha creado la Academia Galega da Língua Portuguesa, AGLP(2008), recibida en el Parlamento portugués.[cita requerida] Varias entidades culturales gallegas han colaborado en realizar un vocabulario presentado por la AGLP como contribución de léxico de Galicia que ha sido incluido en el Vocabulario Ortográfico de la lengua portuguesa (VOLP) y en el diccionario de la Academia de las Ciencias de Lisboa [cita requerida] siguiendo la política del actual Acordo ortográfico que unifica y pretende aglutinar toda la riqueza de las variedades del portugués a nivel global.

#### Debate entre autonomistas y reintegracionistas
La lengua gallega se debate entre la postura reintegracionista ("el gallego es una covariedad del galaico-portugués junto al  portugués") y la autonomista ("el gallego es una lengua propia"). Las tesis reintegracionistas tienen su origen tanto en bibliografía autóctona gallega como en la obra filológica portuguesa, como por ejemplo la clasificación dialectal del portugués realizada por el romanista portugués Luís Filipe Lindley Cintra. Los partidarios de la primera postura denominan a los segundos, en gallego, "isolacionistas", mientras que los partidarios de la segunda denominan a los primeros "lusistas" (a pesar de los distintos matices que esta palabra tiene para los reintegracionistas, ver: Reintegracionismo).
Seguramente, por ello, el debate lingüístico se ha visto viciado por el trasfondo político e ideológico que cada una de estas propuestas parecen representar. Por un lado, se ha identificado el reintegracionismo con nacionalismo gallego ("arredismo", en gallego)[cita requerida] o incluso con la reunificación territorial con Portugal (aunque esta idea no parece subyacer en ningún caso detrás de las posturas reintegracionistas)[cita requerida]. Por otro lado, los reintegracionistas tachan a los autonomistas de "españolistas" y denuncian que en el fondo pretenden la desaparición del gallego en favor del castellano, al aproximarlo en la ortografía, léxico, fonética, sintaxis y morfología al castellano. Es un debate que ha sido calificado como interno a la lengua, pero en lo que se evidencia un papel de relación de proximidad o alejamiento del castellano y el papel que deben jugar ambos idiomas en la sociedad. Eso ha mantenido el debate enrocado en posiciones irreconciliables durante largo tiempo.
Tanto la normativa reintegracionista como la normativa autonomista tienen connotaciones políticas en Galicia, siendo algunos defensores del reintegracionismo personas vinculadas con el nacionalismo gallego, y siendo algunos de los defensores del autonomismo personas vinculadas a la derecha, aunque hay reintegracionistas que reclaman con insistencia que no se relacione su postura con ninguna opción política, y hay gallegos que se reivindican «lusistas» como Adolfo Domínguez, sin renunciar por ello a la lengua castellana.
Tampoco contribuyó a resolver en su día el debate la división del movimiento reintegracionista[cita requerida]. Mientras los autonomistas mantenían con leves disensiones una normativa única (gracias sobre todo al apoyo que supone ser la normativa oficial), los reintegracionistas se dividían en dos conjuntos que defendían dos normativas similares pero distintas en cuanto a su grado de "aproximación" al portugués. Entre ellas, la conocida en su día como "norma de mínimos", apoyada hasta los noventa por el BNG, era la más utilizada. Esta propuesta ya ha sido aceptada en parte como modelo preferente dentro de la norma RAG desde 2003 cuando la proximidad de un posible gobierno de la Junta BNG-PSdG (2005-2009) se hacía evidente [cita requerida]. También ha existido la postura de los lusistas, que defienden el uso directo del acuerdo ortográfico de la lengua portuguesa para escribir el gallego, puesto que consideran al gallego y al portugués diferentes variedade locales de un mismo idioma.[cita requerida].
Con respecto a las universidades y centros de investigación de Portugal, los dialectos gallegos son estudiados como parte del portugués, sin que ello tenga ninguna connotación política.

#### Últimos movimientos
El 12 de julio de 2003, la Real Academia Gallega aprobó una modificación de las NOMIGa. La propuesta de modificación vino precedida de una intensa labor tendente a conseguir un consenso normativo auspiciado por la Asociación Socio-Pedagóxica Galega, que se tradujo en una propuesta aprobada por el Instituto da Lingua Galega y por los departamentos de Filología Gallega de las tres universidades gallegas, y apoyada por un número importante de entidades y colectivos.
Las nuevas normas, conocidas como "normativa de la concordia" no fueron, sin embargo, apoyadas por las asociaciones reintegracionistas y lusistas, ya que consideraron que las modificaciones tenían escaso alcance y marginaban las propuestas reintegracionistas y ni siquieran fueron contactadas por dicha oficialidad para cualquier propuesta consensual.
Algunas de las modificaciones introducidas son las siguientes:
- Se desaconseja la representación escrita de la denominada "segunda forma" del artículo; así, se aconseja escribir: "cambiar as cousas" en lugar de la anteriormente recomendada "cambia-las cousas".[cita requerida]
- Se recomienda escribir todo junto palabras como: "apenas", "amodo", "devagar" o "acotío" (que antes se escribían separadas).
- Se recomienda el uso de las terminaciones '-aría' (como en "concellaría") y de la contracción 'ao' (en lugar de 'ó')[cita requerida], aunque continúa recomendándose la terminación -ble ("imposible") frente a -bel ("imposíbel")[cita requerida]. También se aconseja como preferente el uso de los signos de interrogación y exclamación solo al final de la frase.
- Se incluyen nuevas palabras con la terminación '-zo' o '-za' (que anteriormente se escribían solo con '-cio', '-cia'), como por ejemplo: "espazo", "servizo", "diferenza" o "sentenza". De esta forma, la denominación Galiza es reconocida como tradicional y literaria, y es aceptada por la nueva normativa.
- En general, la letra 'c' desaparece de los grupos consonánticos '-ct-' y '-cc-' si están precedidos por las vocales 'i' o 'u'. Por ejemplo: "dicionario" o "ditado".
- Se admite el uso de "até" (=hasta, preposición, que sustituye en muchos casos a los anteriores ata, de lugar, y deica, de tiempo), "porén" (=sin embargo), "estudante" (=estudiante) o del artículo relativo "cuxo" (=cuyo), anteriormente no admitidos. La letra 'q' pasa a denominarse "que" en lugar de "cu".

Movimientos en el reintegracionismo
Las diferentes gradaciones de aproximación al portugués parecen aceptar ahora el Acordo ortográfico de 1990 como un elemento referencial pues tanto la Academia AGLP directamente propugna su uso como la asociación AGAL  acaba de adecuar su propuesta ortográfica recientemente (2017) a dicho acuerdo (Ortografía Galega Moderna).

#### Autonomismo, reintegracionismo y lusismo en la sociedad gallega
La influencia de la lengua castellana sobre el gallego ha provocado que las normativas de este establezcan normas ligeramente distanciadas del gallego hablado. Por ejemplo, algunas de las propuestas reintegracionistas (como los sufijos -vel, -çom, -aria) y autonomistas (como los sufijos -bel, -za, -aría).
Una parte de la sociedad gallega percibe el gallego y el portugués como lenguas distintas y otra parte percibe el gallego y el portugués como dialectos de la misma lengua. La inteligibilidad entre ambos idiomas es de un 85% (estimada por R. A. Hall, Jr., 1989). Esta percepción también tiene influencias geográficodialectales, siendo principalmente en la gente de Pontevedra y la del sur de Orense, donde se perciben como dialectos de una misma lengua.
Las tres corrientes lingüísticas tienen sus respectivos puntos débiles. La «propuesta autonomista» adopta gran parte de las soluciones de la ortografía del castellano, lo cual imposibilita en muchos casos la representación escrita de los fonemas inexistentes en castellano. La «propuesta reintegracionista» es desconocida por parte de la sociedad gallega, lo que provoca en algunos casos la asociación errónea de esa normativa con el lusismo o con la fonética del portugués, siendo evidentes las diferencias fonéticas existentes. En la «propuesta lusista», algunas de las soluciones ortográficas compartidas con el portugués no son necesarias en el gallego, puesto que el gallego no utiliza algunos fonemas del portugués y no necesita representarlos en la escritura. Acerca de estas dos últimas posturas no existen estadísticas oficiales en la que basarse para determinar su grado de implantación en la sociedad.
Todas las normativas conservan signos gráficos que carecen de sentido fonético, por ejemplo la normativa oficial conserva signos gráficos, algunos de ellos heredados de la ortografía castellana, como (b/v, c/z, c/qu para designar el mismo fonema o la mudez de la h).
Sin embargo, con respecto al acuerdo ortográfico internacional se ha referido también que dada la convencionalidad inherente a cualquier norma gráfica incluso se ha intentado demostrar  que la grafía unificada del portugués actual es en realidad más próxima o más adecuada para representar la variedad gallega del idioma que para cualquier otra de las variedades estándar del portugués (Brasil, Portugal, etc.)

### Medios de comunicación en gallego
Los principales medios de comunicación que emplean el gallego son:
- Corporación Radio e Televisión de Galicia (CRTVG): medios públicos de comunicación, fundada en 1984 y gestionado por la Junta de Galicia.
  - La televisión pública: TVG.
  - La radio pública de Galicia: Radio Galega.

- Los periódicos en línea Sermos Galiza, Galicia Confidencial, Praza Pública y Diario Liberdade.
- En papel, en la actualidad, Sermos Galiza cuenta con una publicación semanal impresa y Novas da Galiza edita un periódico mensual.

El 2 de enero de 2020 nace el periódico Nós Diario que se edita de martes a sábado, con entrega de la revista Sermos los sábados juntamente con el diario.

## Descripción lingüística

### Fonología
Vocales
La lengua gallega dispone de siete vocales en posición tónica (a diferencia del portugués, cuyo sistema vocálico incluye doce fonemas), con la excepción del área ancaresa que presenta vocalismo nasal, lo que supone doce vocales (al igual que el portugués). Las vocales son /i/, /e/, /ɛ/, /a/, /ɔ/, /o/, /u/. La diferencia entre /e/ y /ɛ/, y entre /ɔ/ y /o/ reside en el grado de abertura: /ɛ/ y /ɔ/ son más abiertas que /e/ y /o/. Este sistema vocálico es el mismo del latín vulgar.
El sistema vocálico se reduce a cinco vocales en las sílabas postónicas, y a solo tres en la posición final átona: [ ɪ , ʊ , ɐ ] (que en cambio puede transcribirse como [e̝, o̝, a̝] ). En algunos casos, las vocales del conjunto átono final aparecen en otras posiciones, como por ejemplo en la palabra termonuclear [ˌtɛɾmʊnukleˈaɾ], porque el prefijo termo- se pronuncia [ˈtɛɾmʊ].
Las vocales medias cerradas átonas y las vocales medias abiertas ( / e ~ ɛ / y / o ~ ɔ / ) pueden ocurrir en una distribución complementaria (por ejemplo, ovella [oˈβeʎɐ]  'oveja' / omitir [ɔmiˈtiɾ] 'omitir' y pequeno [peˈkenʊ] 'pequeño' / emitir [ɛmiˈtiɾ] 'emitir'), con algunos pares mínimos como botar [boˈtaɾ] 'lanzar' vs. 'lanzar' botar [bɔˈtaɾ] 'saltar'. En las sílabas pretónicas, las vocales medias cerradas/abiertas se conservan en palabras derivadas y compuestos (por ejemplo corda [ˈkɔɾðɐ] 'cuerda' → cordeiro [kɔɾˈðejɾʊ] 'fabricante de cuerdas', que contrasta con cordeiro [koɾˈðejɾʊ] 'cordero').
A diferencia de lo que ocurre en portugués, la nasalidad no es un rasgo pertinente en el vocalismo gallego, pese a estar presente en la consonante nasal velar sonora /ŋ/ que interfiere en la fonación, tanto en medio de palabra (funme, cansei) como al final de palabra (corazón, camión)
El gallego admite 16 diptongos o combinaciones de dos vocales en una misma sílaba. Dichos diptongos son decrecientes cuando la primera vocal tiene un mayor grado de abertura que la segunda, y crecientes, cuando ocurre al revés.
Los diptongos decrecientes del gallego son los siguientes:
- /ai/ (ej. "laborais")
- /au/ (ej. "causa")
- /ei/ (ej. "conselleiro")
- /eu/ (ej. "defendeu")
- /iw/ (ej. "viviu")
- /oi/ (ej. "escoitar")
- /ou/ (ej. "Ourense")
- /uj/ (ej. "puido")

Los diptongos crecientes son:
- /ia/ (ej. "diante")
- /ie/ (ej. "ciencia")
- /io/ (ej. "cemiterio")
- /ju/ (ej. "triunfo")
- /ua/ (ej. "lingua")
- /ue/ (ej. "frecuente")
- /wi/ (ej. "lingüista")
- /uo/ (ej. "residuo")

Existe una marcada tendencia en el habla a separar las vocales de estas uniones, incluso cuando hablantes gallegos se expresan en castellano. Así, para la mayor parte de los gallegos, "piano" es una palabra trisílaba, y "serie" tiene acentuación esdrújula

Cuadro de clasificación de las vocales gallegas:
|               | Frontal | Posterior |
| ------------- | ------- | --------- |
| Cerrada       | i       | u         |
| Medio cerrada | e       | o         |
| Media abierta | ɛ       | ɔ         |
| Abierta       | a       | a         |

Consonantes
Las consonantes existentes en el gallego son:
b, c, d, f, g, h, l, m, n, ñ, p, q, r, s, t, v, x, z.
A pesar de que en los diccionarios se pueden encontrar también las letras j, k, w, y; éstas no son propias del idioma y solo se utilizan en extranjerismos aceptados por la normativa. Existen además estos dígrafos: rr, ch, ll, nh, gu, qu; con sonidos diferentes a cada una de las letras por separado.
Existe también el dígrafo gh que se corresponde con el fonema faríngeo fricativo sordo, pero su uso es exclusivo de la lengua oral de las variantes occidentales y solo aparece en la lengua escrita para transcribir un mensaje en forma oral. Así, en varias zonas de Galicia aparecen fenómenos llamados gheada y seseo, que en sí no son errores, sino que la RAG los permite alegando así una mayor riqueza en el habla gallega.

Cuadro de clasificación de las consonantes gallegas:
|           | Labial | Labial | Coronal | Coronal | Coronal | Palatal | Velar | Velar |
| --------- | ------ | ------ | ------- | ------- | ------- | ------- | ----- | ----- |
| Nasal     | m      | m      | n       | n       | n       | ɲ       | ŋ     | ŋ     |
| Oclusiva  | p      | b      | t       | d       |         | tʃ      | k     | g     |
| Fricativa | f      | b      | θ       | d       | s       | ʃ       | (ħ)   | g     |
| Semivocal |        |        |         |         |         | j       | w     | w     |
| Lateral   |        |        | l       | l       | l       | ʎ       |       |       |
| Vibrante  |        |        | ɾ       | ɾ       | ɾ       |         |       |       |
| Vibrante  |        | r      |         |         |         |         |       |       |

### Comparación con el portugués
| Gallego (RAG)      | Gallego (AGAL)  | Portugués           | Portugués brasileño                   | Castellano            |
| ------------------ | --------------- | ------------------- | ------------------------------------- | --------------------- |
| Bo día / Bos días  | Bom Dia         | Bom Dia / Bons dias | Bom Dia                               | Buenos días           |
| Como te chamas?    | Como te chamas? | Como te chamas?     | Como te chamas? / Como você se chama? | ¿Cómo te llamas?      |
| Quérote / Ámote    | Amo-te          | Amo-te              | Te amo / Amo você                     | Te quiero / Te amo    |
| Desculpe           | Desculpe        | Desculpe            | Desculpe                              | Perdón / Disculpe     |
| Grazas             | Obrigado        | Obrigado            | Obrigado                              | Gracias               |
| Benvido / Benvindo | Bem-vindo       | Bem-vindo           | Bem-vindo                             | Bienvenido            |
| Adeus              | Adeus           | Adeus               | Adeus                                 | Adiós                 |
| Si                 | Sim             | Sim                 | Sim                                   | Sí                    |
| Non                | Nom             | Não                 | Não                                   | No                    |
| Can                | Cam             | Cão                 | Cachorro (Usa-se menos Cão)           | Perro (Raramente Can) |
| Avó /aˈbo/         | Avô /ɐˈvo/      | Avô /ɐˈvo/          | Avô / Vô                              | Abuelo                |
| Xornal             | Jornal          | Jornal              | Jornal                                | Periódico, diario     |
| Espello            | Espelho         | Espelho             | Espelho                               | Espejo                |
| Xuíz / Xuíza       | Juiz / Juíza    | Juiz / Juíza        | Juiz / Juíza                          | Juez / Jueza          |
| Desexo             | Desejo          | Desejo              | Desejo                                | Deseo                 |
| Hoxe               | Hoje            | Hoje                | Hoje                                  | Hoy                   |
| Pedra              | Pedra           | Pedra               | Pedra                                 | Piedra                |
| Xarope             | Xarope          | Xarope              | Xarope                                | Jarabe                |
| Facultade          | Faculdade       | Faculdade           | Faculdade                             | Facultad              |
| Dificultade        | Dificuldade     | Dificuldade         | Dificuldade                           | Dificultad            |
| Dereito            | Direito         | Direito             | Direito                               | Derecho               |
| Estranxeiro        | Estrangeiro     | Estrangeiro         | Estrangeiro                           | Extranjero            |
| Onte               | Ontem           | Ontem               | Ontem                                 | Ayer                  |
| Xogo               | Jogo            | Jogo                | Jogo                                  | Juego                 |
| Xofre              | Enxofre         | Enxofre             | Enxofre                               | Azufre                |
| Xadrez             | Xadrez          | Xadrez              | Xadrez                                | Ajedrez               |
| Oportunidade       | Oportunidade    | Oportunidade        | Oportunidade                          | Oportunidad           |
| Probabilidade      | Probabilidade   | Probabilidade       | Probabilidade                         | Probabilidad          |

| Gallego (RAG)                                                                                         | Gallego (AGAL)                                                                                               | Portugués | Astur-leonés                                                                                                   | Castellano                                                                                               |
| --- | --- | --- | --- | --- |
| Noso Pai que estás no ceo:                                                                            | Nosso Pai que estás no Céu:                                                                                  | Pai Nosso que estais no Céu:                                                                                     | Nuesu Pai que tas nu cielu:                                                                                    | Padre nuestro que estás en los cielos:                                                                   |
| santificado sexa o teu nome, veña a nós o teu reino e fágase a túa vontade aquí na terra coma no ceo. | santificado seja o Teu nome, venha a nós o Teu reino e seja feita a Tua vontade aqui na terra como nos Céus. | santificado seja o Vosso nome, venha a nós o Vosso reino, seja feita a Vossa vontade assim na Terra como no Céu. | santificau seya'l tou nome, venga a nós el tou reinu, ya fáigase la tua voluntá eiquí na tierra como nu cielu. | santificado sea tu Nombre, venga a nosotros tu reino y hágase tu voluntad en la tierra como en el cielo. |
| Danos hoxe o noso pan de cada día;                                                                    | O nosso pam de cada dia dá-no-lo hoje;                                                                       | O pão nosso de cada dia nos dai hoje;                                                                            | El pan nuesu de cada dia dánoslo;                                                                              | Danos hoy nuestro pan de cada día;                                                                       |
| e perdóanos as nosas ofensas como tamén perdoamos nós a quen nos ten ofendido;                        | e perdoa-nos as nossas ofensas como também perdoamos nós a quem nos tem ofendido;                            | Perdoai-nos as nossas ofensas assim como nós perdoamos a quem nos tem ofendido;                                  | ya perdona las nuesas ufiensas mesmo que nós perdonamos a los que mos ufienden;                                | y perdona nuestras ofensas como también nosotros perdonamos a los que nos ofenden;                       |
| e non nos deixes caer na tentación, mais líbranos do mal.                                             | e nom nos deixes cair na tentaçom, mas livra-nos do mal.                                                     | e não nos deixeis cair em tentação, mas livrai-nos do mal.                                                       | ya nun mos deixes cayer na tentación ya llíbranos del mal.                                                     | no nos dejes caer en tentación, y líbranos del mal.                                                      |
| Amén.                                                                                                 | Amen. | Amém. | Amén. | Amén. |

#### Días de la semana
| Luns     | Segunda feira      | Segunda-feira | Segunda-feira | Lunes     |
| Martes   | Terza feira        | Terça-feira   | Terça-feira   | Martes    |
| Mércores | Cuarta/corta feira | Quarta-feira  | Quarta-feira  | Miércoles |
| Xoves    | Quinta feira       | Quinta-feira  | Quinta-feira  | Jueves    |
| Venres   | Sexta feira        | Sexta-feira   | Sexta-feira   | Viernes   |
| Sábado   |                    |               |               |           |
| Domingo  |                    |               |               |           |

#### Meses del año
| Xaneiro  | Janeiro   | Janeiro   | Enero      |
| Febreiro | Fevereiro | Fevereiro | Febrero    |
| Marzo    | Março     | Março     | Marzo      |
| Abril    |           |           |            |
| Maio     | Maio      | Maio      | Mayo       |
| Xuño     | Junho     | Junho     | Junio      |
| Xullo    | Julho     | Julho     | Julio      |
| Agosto   |           |           |            |
| Setembro | Setembro  | Setembro  | Septiembre |
| Outubro  | Outubro   | Outubro   | Octubre    |
| Novembro | Novembro  | Novembro  | Noviembre  |
| Decembro | Dezembro  | Dezembro  | Diciembre  |